# إدموند ويليام ماكغريغور ماكي
إدموند ويليام ماكغريغور ماكي هو محامي وسياسي أمريكي، ولد في 8 مارس 1846 في تشارلستون في الولايات المتحدة، وتوفي في 27 يناير 1884 في واشنطن العاصمة في الولايات المتحدة. نشط حزبياً في الحزب الجمهوري. وقد انتخب عضو مجلس النواب الأمريكي ‏.